# جامه مذهبی

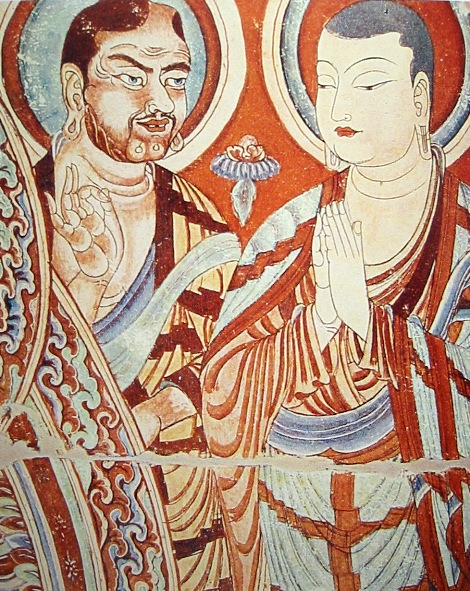
راهبانی از آسیای مرکزی و چین با پوشیدن کاشایای سنتی. بزکلیک، حوضه تاریم شرقی، چین، سدهٔ ۹–۱۰م.

جامه مذهبی یا لباس روحانیت (به انگلیسی: Religious habit) مجموعه‌ای متمایز از لباس‌های مذهبی است که اعضای یک دسته مذهبی می‌پوشند. به‌طور سنتی برخی از لباس‌های ساده که به‌عنوان یک عادت مذهبی شناخته می‌شود، توسط کسانی که زندگی زاهدی و انکوریتی مذهبی را پیش می‌برند نیز می‌پوشند، اگرچه در مورد آن‌ها بدون انطباق با یک سبک یکنواخت خاص.
| نیکایا       | Dà Bǐqiū Sānqiān Wēiyí | Śariputraparipṛcchā |
| ------------ | ---------------------- | ------------------- |
| سرواستیوادا  | قرمز پررنگ             | مشکی                |
| دارماگوپتاکا | مشکی                   | قرمز پررنگ          |
| ماهاساغیکا   | رنگ زرد                | رنگ زرد             |
| ماهیساکا     | آبی                    | آبی                 |
| کاشیاپیا     | مگنولیا                | مگنولیا             |

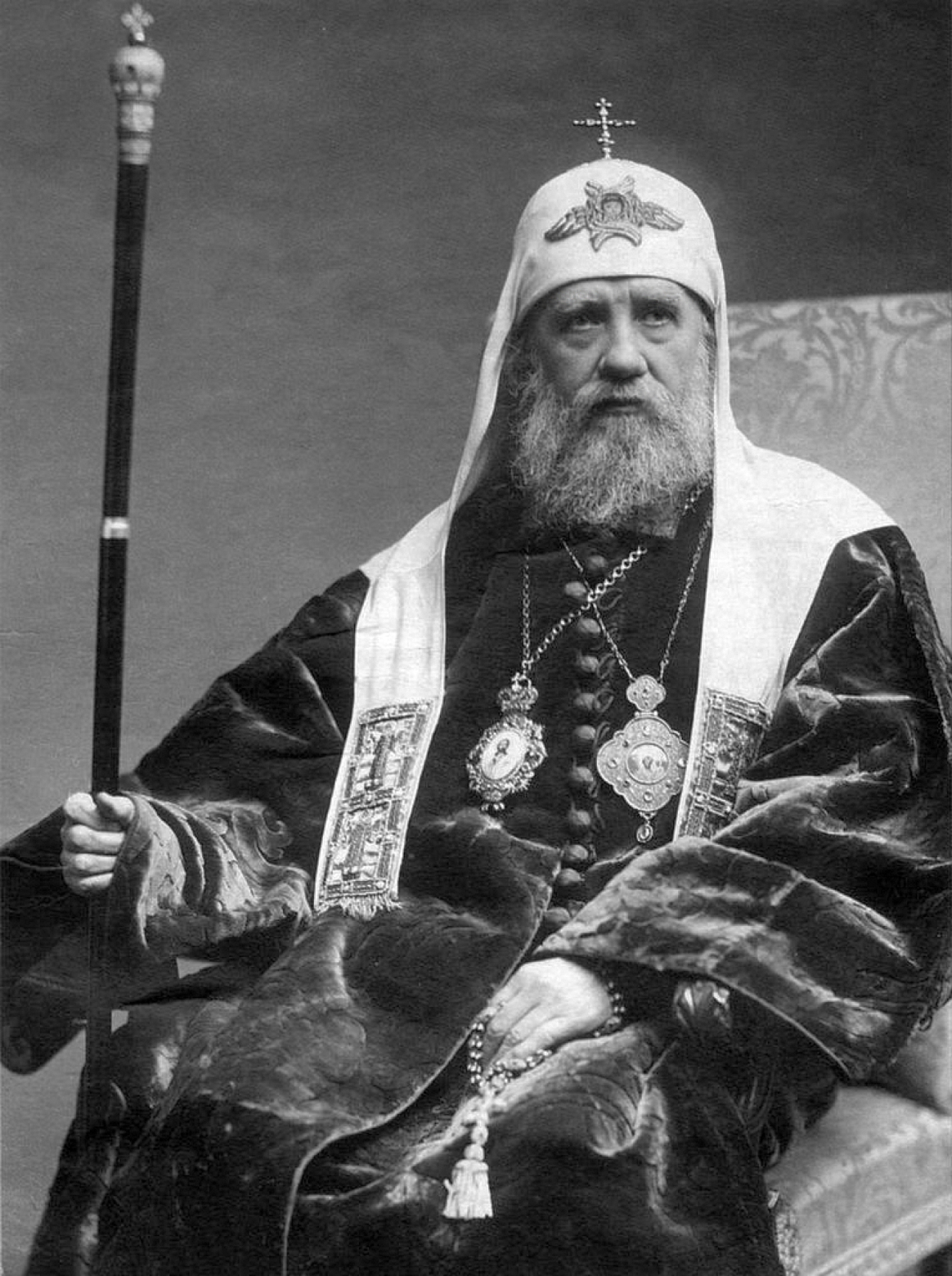
سنت تیخون مسکو با پوشیدن کوکولیون سفید ایلخانی

در سنت‌های بودیسم تبتی، که از مولاسارواستیوادا وینایا پیروی می‌کنند، لباس‌های قرمز به‌عنوان ویژگی مولاسرواستیوادین‌ها در نظر گرفته می‌شود.
به‌طور کلی، عادت‌های دینی هنوز در میان هندوها رواج زیادی دارد که دین را به هم پیوند می‌دهد و قدرت آنها را حفظ می‌کند.
در ژاپن، انواع مختلفی از لباس‌های بسیار سنتی توسط کشیشان شینتو پوشیده می‌شود، که اغلب مربوط به سبک‌هایی است که توسط اشراف در دوره نارا یا دوره هی‌آن می‌پوشیدند.